# 새산새숲
새산새숲은 생태적.인도적.비정치적 분야인 산림협력을 통해 남북 관계의 개선을 알리는 대표적인 국민참여캠페인이다. 2018년 남북정상회담을 계기로 평화의 물결을 염원하는 분위기가 조성되었고 이에 한반도의 산림복원과 평화정착을 위한 국민들의 참여와 관심을 독려하기 위해 마련된 대국민 참여 프로젝트이다.

## 의미
2018년은 남북정상이 손을 맞잡고, 한반도의 평화와 번영을 여는 뜻깊은 한해였다.
판문점과 백화원에서의 평화와 번영을 기원하는 기념식수는 산림협력을 통한 남북 관계의 개선을 알리는 상징이 되었다.
산림청은 새로운 평화의 시대를 맞아 북한의 산에 나무를 심고, 남한의 숲을 국민의 쉼터로 만들기 위한 숲속의 한반도 만들기 새산새숲 국민캠페인을 시작한다.

2018년 남북정상회담 이후 산림병해충 공동방제, 양묘장 현대화협력사업을 위한 대북 제재면제 추진, 산림현장 방문 등 실질적인 남북산림협력 활동을 했다.2019년 파주 남북산림협력센터(스마트양묘장 등) 조성을 시작으로 2020년 철원 남북산림협력센터(산림병해충 방제협력 특화시설) 구축으로 이어지며 본격적인 협력을 위한 남측의 준비는 지속적으로 이루어지고 있으며, 한반도 평화의 마중물 역할을 하고 있다. 

산림청은 한반도 평화의 마중물인 남북산림협력의 국민적 공감대 형성을 위해 2019년부터 국민들이 함께 참여할 수 있는 다양한 캠페인을 추진하고 있고, 이를 위해 국민참여 캠페인 새산새숲을 만들어 국민들과 지속적으로 교감하고자 한다.

## 캠페인 소개
새산새숲브랜드는 2018년 남북산림협력을 계기로 ‘남과 북의 사람이 함께 한반도에 새로운 산과 숲을 만들어 나가겠다.’는 의지와 희망을 남북의 산, 손을 맞잡은 사람, 그리고 하트 형상(마음)이 어우러진긍정적이고 따뜻한, 희망적 아이콘으로 표현하였다.

남과 북의 산 :  남과 북의 산림을 함께 울창하게 만들 것을 표현
남과 북의 사람 : 지역ㆍ계층ㆍ성향 등에 관계없이 남북 모든 사람이 참여
남과 북의 마음 : 비정치적ㆍ인도주의적인 일에 대한 공감대 형상

새 → NEW
가장 간결한 긍정과 희망의 표현 / 새로운 출발ㆍ희망ㆍ시작

산ㆍ숲 → FOREST KOREA
산과 숲이라는 남북산림협력의 핵심가치를 표현 / 한반도에 산과 숲을 만들자

☞ 새산새숲(NEW FOREST KOREA) 한반도의 새로운 산과 숲

## 주요활동
2018.04.27. 남북 정상 간 판문점 선언

2018.06.01. 남북고위급 회담

2018.07.04. 제 1차 남북산림협력 분과회담

- 남북산림협력을 위한 실천적 방안 논의

2018.08.08. 산림병해충 공동방제를 위한 금강산지역 현장방문

2018.09.18. 평양 남북 정상회담

- 경제인 방북단이 조선인민군 122호 양묘장 방문

2018.10.22. 제 2차 남북산림협력 분과회담

2018.11.29. 소나무재선충병 방제약제 제공 및 공동방제

2018.12.12. 양묘장 현대화 관련 평양 현장방문

2019.04.05. 강원 고성 대형 산불 상황 北과 공유

## 연도별 행사
2019.01.16 국민과 함께하는 숲속의 한반도 만들기 심포지엄 [서울 웨스틴조선호텔]

2019.02.15~16  남북산림협력 청년활동가 캠프 [ 철원군] 

2019.03.21 ‘새산새숲 첫 나무심기’ 행사 [ 전남 고흥] 

2019.03.22 국민과 함께하는 내 나무 갖기 한마당 [서울로 7017만리동 광장]

2019.04.27 4.27 판문점 선언 1주년기념 “새산새숲을 심다”나무심기[철원군]

2019.06.19 아시아 평화의 숲 청년협력회의 [인천 송도]

2019.09.04 남북산림협력센터 착공식

2019.09.19 강원 고성 산림생태복원의 숲 조성행사

2019.11.07. 강원 고성평화양묘장 준공

2020.06.03 남북산림협력센터 개소식